# Estúdio Coca-Cola: Babado Novo e CPM 22
Estúdio Coca-Cola é um extended play das bandas brasileiras Babado Novo e CPM 22. Faz parte do projeto Estúdio Coca-Cola, onde o foco é unir duas bandas de sons diferentes para um show. Foi lançado pela Universal Music nos formatos de download digital e streaming em 2007. Cinco canções do álbum foram incluídas na coletânea "Estúdio Coca-Cola" junto com as parcerias de Armandinho e NxZero, e Nando Reis e Cachorro Grande.
A vocalista da banda Babado Novo, Claudia Leitte, afirmou em seu blog pessoal que os ensaios duraram dois dias e que as duas bandas demoraram a chegar a um consenso. O cantor Armandinho elogiou as duas bandas durante uma sessão no Bate-papo Uol.

## Lista de faixas
| N.º | Título                                    | Compositor(es)                                                | Duração |  |
| 1.  | "Um Minuto Para o Fim do Mundo"           | Wally Ricardo Koala                                           | 3:13    |  |
| 2.  | "Amor Perfeito"                           | Michael Sullivan Paulo Massadas Lincoln Olivetti Robson Jorge | 2:18    |  |
| 3.  | "A Camisa e o Botão"                      | Jauperi Tenison Del Rey                                       | 2:46    |  |
| 4.  | "Polícia" (Citação musical: Eu Sou Negão) | Tony Bellotto / Gerônimo                                      | 2:40    |  |
| 5.  | "Dias Atrás"                              | Ricardo Galano                                                | 3:34    |  |
| 6.  | "Tarde de Outubro"                        | Wally Luciano Portoga Badauí Ricardo Japinha                  | 2:15    |  |
| 7.  | "Bola de Sabão"                           | Ramon Cruz                                                    | 4:06    |  |
| 8.  | "Ciúmes"                                  | Roger                                                         | 3:31    |  |

## Créditos
- Claudia Leitte – vocal, violão
- Nino Bala – percussão
- Durval Luz – percussão
- Luciano Pinto – teclados, scratches
- Sérgio Rocha – guitarra, violão, vocal de apoio
- Ricardo Japinha – bateria, vocal de apoio
- Wally – guitarra, vocal de apoio
- Badauí – vocal
- Fernandinho – baixo